# آبشار کانیم
آبشار کانیم (به انگلیسی: Kanim Falls) آبشاری است که در ایالات متحده آمریکا واقع شده و ارتفاع کلی ریزشگاه آن ۲۰۰ پا است.